# Thalaina angulosa
Thalaina angulosa`, conocida (en inglés) como "polilla de satén en ángulo", es una especie de polillas perteneciente a la familia Geometridae. Fue erigido por el entomólogo británico Francis Walker en 1865. Se encuentra distribuido con endemismo en el sur de Australia. Es una polilla mediana con una envergadura de 50 milímetros (2 plg). 

## Ciclo de vida
Estas polillas tienen un ciclo de vida anual, con una generación cada año. Los adultos aparecen en otoño. Las orugas maduras son robustas, verdes con pequeñas motas oscuras y de unos 4 centímetros (1,6 plg) de largo. Cuentan con dos tenues rayas blancas a lo largo del dorso y una raya blanco-amarillenta a lo largo del costado. Estas marcas las camuflan entre las hojas de acacia, su planta alimenticia preferida.